# 14 messidor
14 prairial 14 thermidor
Le quartidi 14 messidor, officiellement dénommé jour de la lavande, est le 284e jour de l'année du calendrier républicain.
C'était généralement le 2e jour du mois de juillet dans le calendrier grégorien.